# Gersdorf (Striegistal)
Gersdorf ist ein Ortsteil der Gemeinde Striegistal im Landkreis Mittelsachsen in Sachsen. Der Ort wurde bereits vor 1875 nach Etzdorf eingemeindet. Dieses schloss sich am 1. Januar 1994 mit fünf weiteren Orten zur Gemeinde Tiefenbach zusammen, die wiederum seit dem 1. Juli 2008 zur Gemeinde Striegistal gehört.

## Geographie

### Geographische Lage
Gersdorf liegt im Norden der Gemeinde Striegistal östlich von Roßwein und südlich der Freiberger Mulde.

### Nachbarorte
| Roßwein | Seifersdorf                                 | Gleisberg   |
|         | Kompassrose, die auf Nachbargemeinden zeigt | Kummersheim |
| Etzdorf |                                             | Marbach     |

## Geschichte

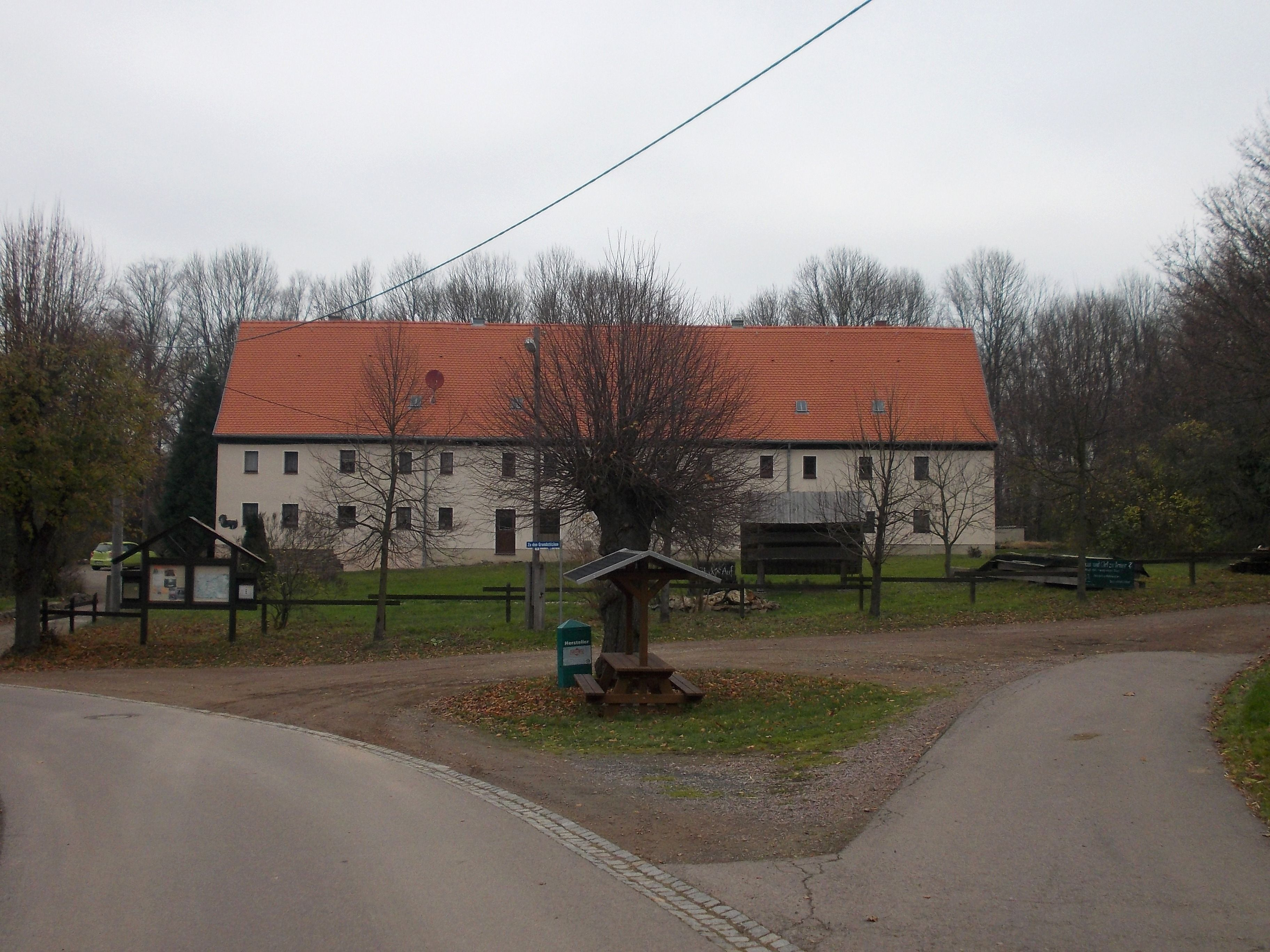
Zentrale Kreuzung mit Sitz des Vereins Segen Gottes Erbstolln

Gersdorf gehörte zum Stiftungsgebiet des Klosters Altzella. Über die Anfänge und die ersten Jahrhunderte von Gersdorf gibt es keine namentlichen Zeugnisse. Die erste urkundliche Erwähnung erfolgte im Jahr 1502 als Gerßdorf (1541 erwähnt als Girßdorff, auch Girsdorff). Die Herkunft und die ursprüngliche Bedeutung des Namens sind ungewiss; es wird vermutet, dass ein Zusammenhang mit einem Personennamen, der mit Ger- beginnt, besteht. Nachweisbar ist für das Jahr 1200 ein gewisser Gerhardus, der 1216 bis 1224 Abt des Klosters Altzella war. Er könnte der Namensgeber gewesen sein.
In der ersten Hälfte des 13. Jahrhunderts begann der Silberbergbau. Im Jahr 1221 verlieh Markgraf Dietrich dem Kloster das Bergrecht. Die Urkunde ist nicht erhalten, es wird aber in einer Urkunde aus dem Jahr 1241 auf den Sachverhalt hingewiesen. In dieser Urkunde wird als Zeuge des Klosters ein Gerhardus magister montium (Bergmeister Gerhard) genannt. Flurnamen wie Schmiedefeld, der alte Marktfleck, Kramerbusch (Kramer = Händler) sowie Funde von Schmiedeschlacken, mittelalterlicher Keramik und andere Siedlungsreste belegen die Existenz der Ansiedlung von Bergleuten und somit die zeitweilige Existenz einer Bergstadt. Der Name dieser Stadt ist nicht überliefert. Die Erze wurden in einer Schmelzhütte des Klosters in Böhrigen verhüttet. Der Transport der Erze dorthin erfolgte auf einer extra angelegten Straße. Der Bergbau selbst und die Verhüttung der Erze erfolgte nicht durch Angehörige des Klosters, sondern durch eine vom Kloster relativ unabhängige Genossenschaft von Berg- und Hüttenleuten, die von einem klösterlichen Bergmeister beaufsichtigt wurde. Nach dem Niedergang der ersten Bergbauperiode im 14. Jahrhundert wurde die vermutete Bergstadt verlassen, verfiel und wurde vergessen.
Bis zur Reformation 1540 unterhielt das Kloster Altzella in Gersdorf einen Klosterhof. Nach der Säkularisation des Klosters Altzella im Jahr 1540 gehörte Gersdorf bis 1856 zum kursächsischen bzw. königlich-sächsischen Amt Nossen. Das Vorwerk in Gersdorf, welches bisher als Wirtschaftshof zum Kloster Altzella gehörte, kam 1544 an Hans von Komerstedt, 1556 an Barthel Lauterbach, 1587 an die Familie von Pflugk und ab 1661 an die Familie von Starschedel. Im Jahre 1696 wurde das Vorwerk mit dem Verkauf an Friedrich Adolf von Haugwitz zu einem eigenständigen Rittergut aufgewertet. Nach zwei weiteren Verkäufen in den folgenden zwei Jahren verblieb das Rittergut Gersdorf bis 1849 bei der Familie von Einsiedel. Danach war es im Besitz der Familien von Arnim und von Carlowitz. Unter letzterer wurde das Rittergut im Jahr 1890 zum Schloss ausgebaut. Ab 1856 gehörte Gersdorf zum Gerichtsamt Roßwein und ab 1875 zur Amtshauptmannschaft Döbeln, welche 1939 in Landkreis Döbeln umbenannt wurde. Bereits vor 1875 wurde Gersdorf nach Etzdorf eingemeindet. Im Jahre 1885 wurde der Bergbau in Gersdorf endgültig eingestellt. Das Gersdorfer Schloss mit 286 ha befand sich ab 1925 Besitz der Prinzen zur Lippe-Weißenfeld. Das Haus Lippe-Proschwitz wurde vertreten durch Frieda (Friederike) Prinzessin zur Lippe, geborene von Carlowitz (1878–1942), und wurde 1937 an Daniel von Hoenning O’Carroll (1881–1945), Major a. D., Sohn des Generals Constantin von Hoenning O’Carroll, verkauft. Die Hoenning stammten als jüngeres Adelsgeschlecht aus Thüringen. Aufgeteilt in eine freiherrliche und in eine briefadelige Linie, waren katholisch, wie auch evangelisch, und trugen seit der Mitte des 19. Jahrhunderts den britischen Beinamen O’Carrol. Der letzte Gersdorfer Gutsbesitzer war lutherischen Glaubens und kurzzeitig bis 1939 im Johanniterorden.
Im Zuge der Bodenreform in der Sowjetischen Besatzungszone ab 1945 wurden die letzten Besitzer enteignet und im Schloss eine FDGB-Bezirksschule eingerichtet. Danach diente das Gebäude als Lehrlingswohnheim und später allgemein als Internat. Mit der zweiten Kreisreform in der DDR kam Gersdorf als Teil der Gemeinde Etzdorf im Jahr 1952 zum neu gegründeten Kreis Hainichen im Bezirk Chemnitz (1953 in Bezirk Karl-Marx-Stadt umbenannt). Die Ende des 19. Jahrhunderts stillgelegten Bergwerksanlagen von „Segen Gottes Erbstollen“ betreut der gleichnamige gemeinnützige Verein seit 1980 und betreibt auf ca. 35 ha ober- und unterirdisch aktive Denkmalpflege.
Seit 1990 gehörte Gersdorf als Teil der Gemeinde Etzdorf zum sächsischen Landkreis Hainichen, der 1994 im Landkreis Mittweida und 2008 im Landkreis Mittelsachsen aufging. Am 1. Januar 1994 schloss sich die Gemeinde Etzdorf samt dem Ortsteil Gersdorf mit den Gemeinden Dittersdorf, Arnsdorf, Naundorf, Marbach (mit Kummersheim) und Böhrigen zur Gemeinde Tiefenbach zusammen. Die Gemeinden Tiefenbach und Striegistal wiederum schlossen sich am 1. Juli 2008 zur neuen Gemeinde Striegistal zusammen, wodurch Gersdorf seitdem ein zum Striegistaler Ortsteil Etzdorf gehöriger Ort ist. Das Schloss Gersdorf wird seit 1997 als Firmensitz und zu Wohnzwecken genutzt. Ende 2012 erwarb die im Schloss ansässige Wohngemeinschaft das Anwesen mitsamt einiger Nebengebäude und dem Grundstück und wandelte somit das bisherige Pacht- in ein Eigentumsverhältnis um. Das Bergbaugebiet in Gersdorf gehört als Teil des Bergbaugebiets Freiberg seit 2019 zum UNESCO-Welterbe Montanregion Erzgebirge.

## Sehenswürdigkeiten

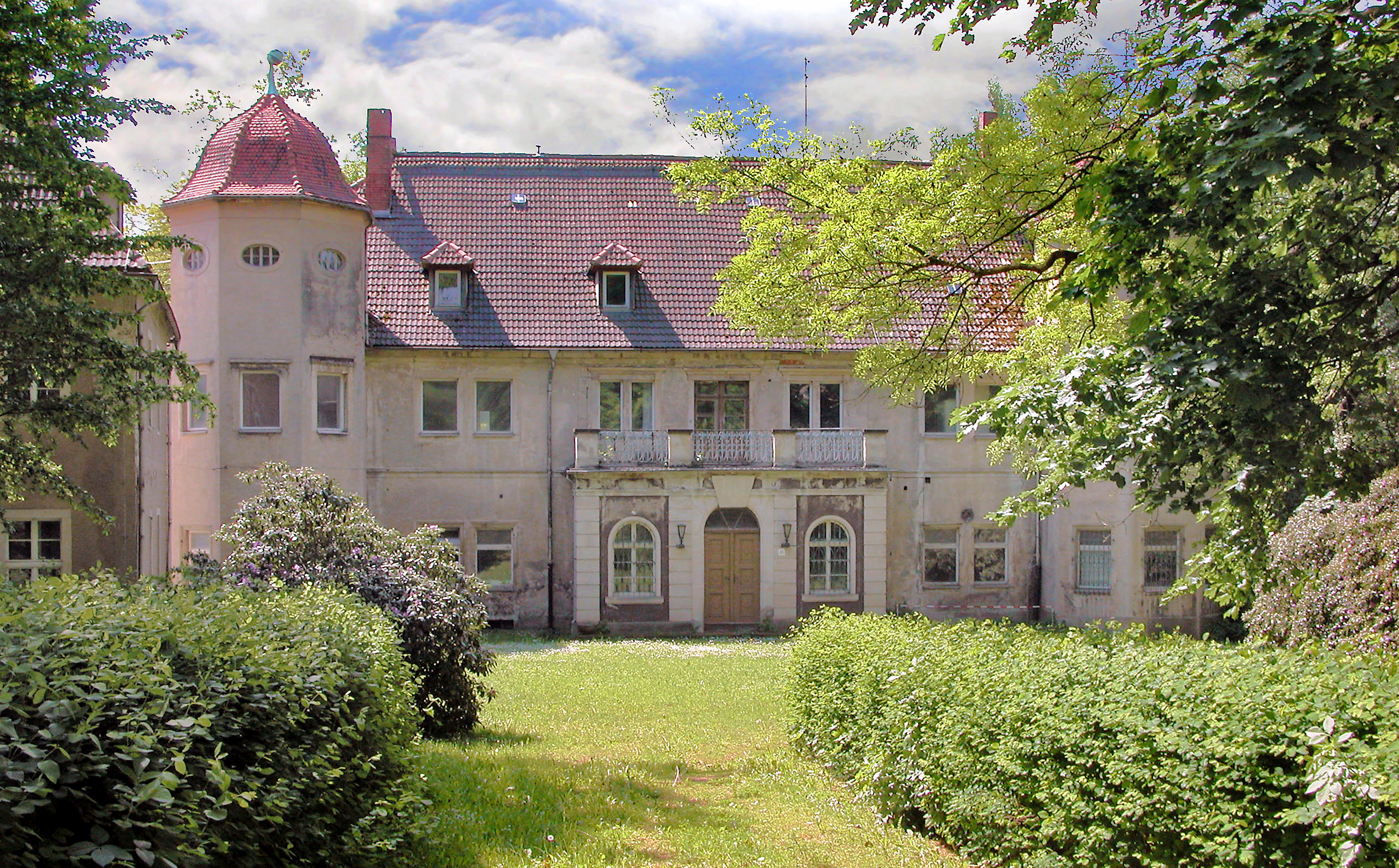
Schloss Gersdorf

- Die wahrscheinlich mit ca. 600 Jahren älteste Edelkastanie (Castanea sativa) Sachsens
- Schaubergwerk Segen-Gottes-Erbstolln mit vielfältigen Resten des ehemaligen Bergbaus wie Halden, Pingen, Mundlöcher, ein Huthaus, ein Teich zur Bereitstellung des Aufschlagwassers für die noch vorhandenen zwei Wassersäulenmaschinen.[22] Diese Maschinen, beide im Josephschacht,  wurden 1833 bzw. 1863 errichtet. Ihre Treibekolben-Gehäuse und/oder Zuflussrohre (?) haben etwa 40–50 cm Außendurchmesser.
- Reste der ehemaligen Schlossanlage
- voll funktionsfähiges Backhaus
- restaurierte Ruine einer Schmiede
- moderne Holzbrücke (für PKW-Verkehr) über die Freiberger Mulde
- erhaltenes historisches Muldenwehr mit Bezug zum Silberbergbau und ein parallel der Freiberger Mulde verlaufender Kanal mit wohl ebensolchem Bezug (Erztransport-Kanal ?)
- Grabdenkmal/Kreuz für Daniel von Hoenning O’Carroll (1881–1945)[23] am Waldweg vom Ort talabwärts in Richtung Freiberger Mulde

## Persönlichkeiten
- Walter Heinich (1876–1940), im heutigen Ortsteil Gersdorf der Gemeinde Striegistal wurde der spätere Heimatforscher der Oberlausitz und Sachsens sowie Mitglied der Oberlausitzischen Gesellschaft der Wissenschaften zu Görlitz am 8. Juni 1876 geboren
- Adolph von Carlowitz (1858–1928), Kriegsminister, in Gersdorf gestorben